# Sweet Lullaby
Sweet Lullaby, на български – „Сладка приспивна песничка“, е песен от жанр световна музика/етническа електроника на френската група Дийп Форест (на английски Deep Forest), публикувана в техния епонимен албум Deep Forest от 1992 г. Песента става популярна през 1992 и 1993 г., когато е издадена като сингъл и влиза в топ 30 в музикалните класации на много страни от Европа и Океания. През 1994 г. е преиздадена като ремикс.

## Информация за песента
Песента произхожда от традиционна приспивна песен на езика беку от Соломонови острови, наречена Rorogwela, и използва вокален образец, първоначално регистриран от етномузиколога Юго Земп през 1970 г. и по-късно издаден от ЮНЕСКО като част от тяхната колекция „Музикални извори“. Песента разказва за малко сираче, когото сестра му успокоява за смъртта на родителите си.
Клипът към песента, режисиран от Тарсем Сингх, е също номиниран за няколко награди от MTV през 1994 г. В клипа малко момиче кара триколка пред различни сцени от света. Песента и виедоклипът за използвани също за спомагане на австралийския SBS (Special Broadcasting Service) канал за разпостраняване на лозунга „Светът е учудващо място“.
През 2005 г. песента печели и нова публикация, когато е представен във филма на Мат Хардинг „Къде по дяволите е Мат?“ През 2008 г. Мат Хардинг пътува в Соломоновите острови, за да намери Афунаква – жената, смятана за изпълнителка на песента в записа на Юго Земп. Според проучванията на Хординг в „Къде по дяволите е Афунаква?“, Афунаква е починала през 1998 г.

## Постижения в музикалните класации
Дебютният сингъл на Дийп Форест „Сладка приспивна песничка“ е успешен за тях, достигайки номер 3 в Норвегия, номер 7 в Австралия, номер 10 в британските класации, номер 78 в американския Billboard Top 100 и Топ 20 във Франция и Швейцария.
|  | Тази страница частично или изцяло представлява превод на страницата Sweet Lullaby в Уикипедия на английски. Оригиналният текст, както и този превод, са защитени от Лиценза „Криейтив Комънс – Признание – Споделяне на споделеното“, а за съдържание, създадено преди юни 2009 година – от Лиценза за свободна документация на ГНУ. Прегледайте историята на редакциите на оригиналната страница, както и на преводната страница, за да видите списъка на съавторите. ВАЖНО: Този шаблон се отнася единствено до авторските права върху съдържанието на статията. Добавянето му не отменя изискването да се посочват конкретни източници на твърденията, които да бъдат благонадеждни. |